# Bajkalsjön
Bajkalsjön (ryska: Озеро Байкал, Ozero Bajkal, IPA: /ˈozʲɪrə bʌjˈkɑl/; burjatiska: Байгал нуур, Bajgal nuur) är en sjö i södra Sibirien i Ryssland, som är världens djupaste sjö och världens till ytan sjätte största sjö.
Bajkalsjöns största djup ligger på 1642 meter och 1 186,5 meter under havsnivå, genomsnittet är cirka 730 meter. Med en yta på 31 494 kvadratkilometer och en volym på 23 600 kubikkilometer är Bajkalsjön världens till ytan sjätte största sjö, till volymen världens näst största (efter Kaspiska havet) och världens till volymen största sötvattensjö. Sjön är 636 kilometer lång. Se även Lista över världens största sjöar. Sjöns yta ligger 455 meter över havet. Det finns över 300 vattendrag som mynnar ut i sjön men den har bara ett utlopp, floden Angara, en högerbiflod till Jenisej. 1996 blev Bajkalsjön uppsatt på Unescos världsarvslista. Vissa beräkningar pekar på att sjön kan vara 25 miljoner år gammal, vilket skulle göra den till inte bara världens djupaste utan även världens äldsta sjö.

## Geografi

### Läge

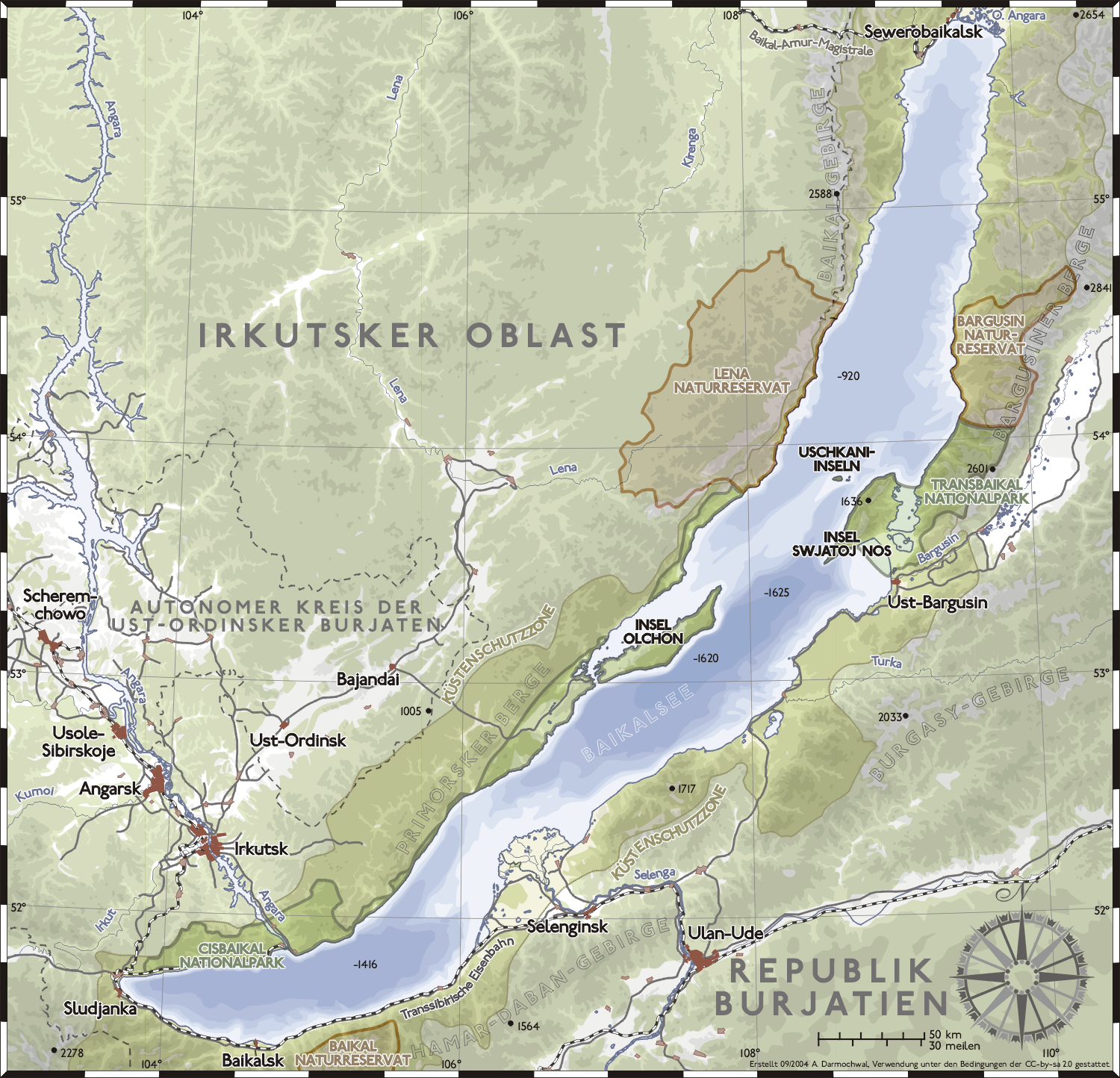
Karta över Bajkalsjön.

Bajkalsjön ligger mellan Irkutsk oblast och Burjatien, inramat av Bajkalbergen, Stanovojplatån, Barguzinbergen, Burgasybergen och Sajanbergen. Sjön ligger i Bajkalgravsänkan, där Eurasiska kontinentalplattan och Amurplattan glider ifrån varandra med en hastighet på 3-4 millimeter per år.
Sjöns och gravsänkans botten består av sediment som på sina ställen sträcker sig 8 km ner, vilket gör gravsänkan med sina 8–9 kilometer till en av världens djupaste gravsänkor. Ett stort antal heta källor och förhöjd seismisk aktivitet pekar på att jordskorpan är mycket aktiv här.
I sjön finns 22 större öar, däribland världens fjärde största insjö-ö, Olchon (nära västra strandlinjen med en yta på 730 km² och en längd på 72 km) och ett stort antal mindre öar och klippor. Den största halvön är Svjatoj Nos ("Den heliga näsan", vid sjöns östra strandlinje) med 1 636 meter höga berg.

### Klimatet
Vid sjön dominerar tempererat inlandsklimat. Solen skiner ungefär 2 000 timmar per år med en minimum på 77 timmar i december och en maximum på 275 timmar i juni. Den årliga nederbördsmängden är ungefär 450 mm. Lägsta värdet med 7 mm förekommer i februari och högsta värdet på 120 mm i juli. Vintrarna (november-mars) har en medeltemperatur på −20 °C samt är torra och kalla. I bergsregioner vid sjön finns vanligen snö från september till slutet av juni. I dalgångar och andra låga områden ligger snön från november till april. De lägsta temperaturerna är omkring −40 °C. Våren (april/maj) och hösten (september/oktober) är med två månaders längd mycket kortvarig. Sommaren (juni - augusti) är med en medeltemperatur på 15 °C jämförelsevis varm för kontinentala förhållanden.

### Hydrologi
Bajkalsjön är den största ansamlingen, ca 20-25 %, av allt sött ytvatten på jorden. Vattenvolymen är med 23 000 kubikkilometer, något mer än Östersjön, som dock är bräckt vatten. Avrinningsområdet för alla floder som mynnar i sjön är 1,5 miljoner km². Vanligen räknas 336 större floder och ett oräkneligt antal mindre vattendrag som fyller sjön. De tre viktigaste tillflöden är Goloustnaja, Selenga och Bargusin. Floden Angara är idag Bajkalsjöns enda utflöde och även en av Sibiriens största floder. Sjöns volym motsvarar 400 års flöde i Angara. Tidigare under jordens historia fanns ytterligare två utflöden. Den första fanns lite norr om Angara med anslutning till Lenaflodens dalgång. Floden blev avskuren på grund av bergsbildning. Det andra utflödet låg längre söderut. Vattendraget försvann i samband med ett jordskalv för 16 000 år sedan.

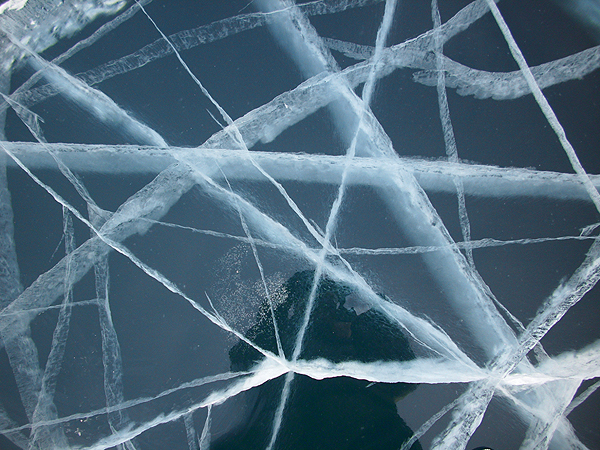
Is på Bajkalsjön.

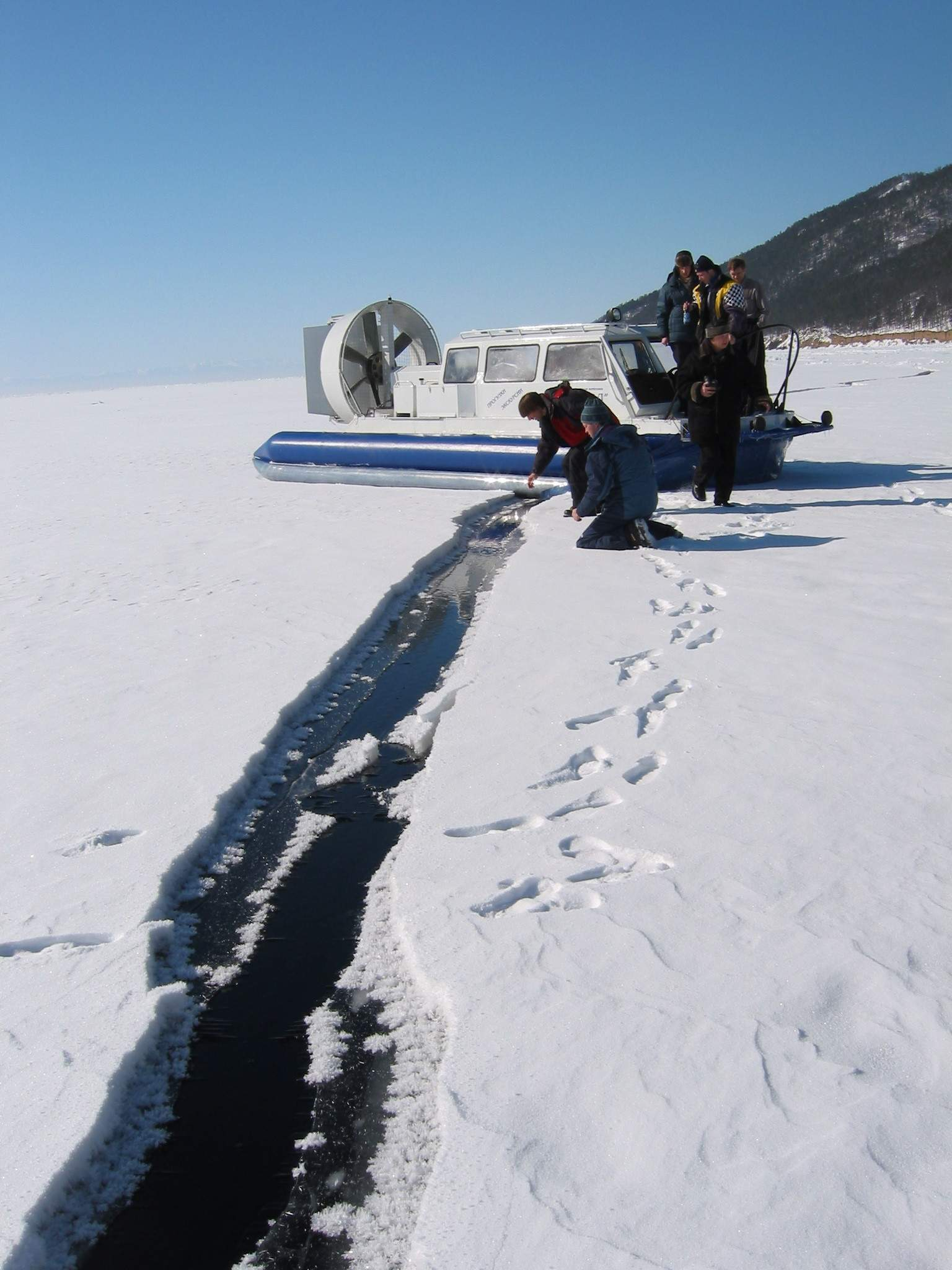
Undersökning av istäcket på båten svävare Hivus-10.

## Fauna
I sjön lever över 2 600 ryggradslösa arter. Av de kända arterna är 93 procent endemiska (det vill säga att de är unika för sjön). Djurarter finns även i sjöns allra djupaste delar. På grund av att sjön ökade sitt djup långsamt hade organismerna möjlighet att anpassa sig till de ändrade förhållandena. Det finns minst 53 olika fiskarter i sjön, däribland ulkar, vilket är egendomligt eftersom de flesta ulkarter lever i havet. De så kallade fettulkarna (Comephorus sp.) är de sötvattensfiskar som lever på störst djup, cirka 200–500 meter ner. Fettulken är basföda åt bajkalsälen, som är den minsta kända arten av säl. Enligt olika teorier vandrade deras förfäder över floder från förhistoriska havsområden till regionen som numera täcks av Bajkalsjön. Som möjliga ursprungsregioner utpekas havet Paratethys eller ett vid denna tid mera söderut liggande ishav.
Bajkalsjön bebos av cirka 230 arter märlkräftor som utgör 90 procent av sjöns biomassa. Särskilt utmärkande är ett litet kräftdjur med namnet Epischura baikalensis som äter de minsta algerna och bakterier. Kräftdjuret är bara 1,5 millimeter långt men på en kvadratkilometer vattenyta finns upp till tre miljoner individer. Andra kräftdjur äter organiskt avfall som döda fiskar, drunknade insekter samt däggdjur.

## Näringsliv och naturskydd

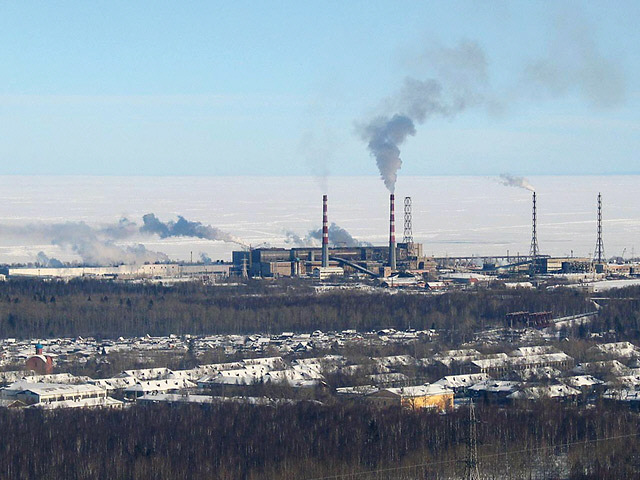
Pappersfabriken i Bajkalsk.

Efter andra världskriget blev regionen i stor skala industrialiserad. Viktiga steg var byggandet av Transsibiriska järnvägen samt av Bajkal Amur Magistral. Stora fabriker som framställer papper och pappersmassa etablerades i Bajkalsk (1966) och Selenginsk (60 km från sjöns östra strandlinje). Samtidigt ökade fisket betydligt. Avloppsvatten lämnades ofta orenade i sjön vilket orsakade större miljöproblem.
Pappersfabriken i Bajkals fick 2003 en kredit av Världsbanken som enligt Greenpeace låg vid 22,4 miljoner US-dollar för en omfattande sanering av sina anläggningar. Kostnaden för hela saneringen uppskattades med 33,5 miljoner US-dollar. Det visade sig tyvärr att projektet utfördes slarvigt och därför beslöt Världsbanken 2005 att frysa sina pengar.
För att motverka denna utveckling inrättades en del naturskyddszoner och nationalparker. Till exempel finns vid östra strandlinjen Transbajkal nationalpark. En annan nationalpark ligger söder om ön Olchon. I dessa nationalparker lever bland annat lodjur, björnar, hjortdjur och vargar.

## Trafik och turism
Trots den nämnda industrialiseringen är området jämförelsevis glest bebyggt. Därför finns bara ett mindre antal vägar vid strandlinjen. Sjön tangeras i norr av Bajkal Amur Magistral och i syd av Transsibiriska järnvägen. De viktigaste flygplatserna finns i Irkutsk och Ulan-Ude en bit bort från sjön. Under vintern när Bajkalsjön är täckt av is går flera vägar tvärs över ytan. Till några orter och öar är dessa pister de enda förbindelserna under vintern. 
Den stora Bajkal-leden (Большая Байкальская Тропа/Great Baikal Trail) är ett turism- och naturvårdsprojekt som syftar till att skydda den unika naturen runt sjön samt att skapa en vandringsled som sträcker sig runt hela sjön.
Under rysk-japanska kriget, på vårvintern 1904, var den Transsibiriska järnvägen inte fullt utbyggd runt Bajkalsjön, och behovet att frakta trupper och krigsmateriel över sjön var brådskande. Det fanns en slags tågfärja (Bajkal) som transporterade material och trupper men den gick långsamt, vilket ledde till att de ryska trupperna fastnade vid sjön.